# Steve Comer
Pour les articles homonymes, voir Comer (homonymie).
 (juin 2018).
Steve Comer est un ancien chef des Libéraux-Démocrates pour la municipalité de Bristol, en Angleterre. Il a été conseiller d'Eastville ward de 2005 à 2013, ayant déjà servi en tant que Conseiller pour la commune adjacente Easton ward (1983-7). Il a perdu d'un seul vote pour sa candidature au Parti travailliste en 2013.

## Histoire
Comer est né à Bristol, mais a vécu dans un certain nombre d'endroits, principalement dans le sud-ouest du Royaume-Uni. Il est employé en tant que fonctionnaire britannique, et est devenu actif dans la politique quand il était adolescent, en rejoignant le Parti Libéral à 18 ans.
Comer est un syndicaliste et membre du groupe SCP Démocrates, anciennement comité exécutif national du PC de l'Union, auquel il a été élu pour la première fois en 2000. Il a été un représentant syndical au niveau local, régional et national depuis 1989 dans une variété de négociations de postes.

## Politique
Lors des élections de 2005, le parti Libéral-Démocrate est devenu le plus grand parti et a pris la minorité de contrôle du Conseil. Comer a rejoint la nouvelle équipe ministérielle sur le conseil, et a été élu vice-président en 2006. En mai 2007, il a remplacé Barbara Janke en tant que chef du parti, et a été prévu pour devenir le leader du Conseil, mais a été bloqué par vote combiné des Conservateurs et Travaillistes, qui ont installé un leader travailliste à sa place,.
Lors d'une réunion du Conseil en Mai 2007, Comer a proposé la création d'une commission spéciale sur la prostitution. Les travaillistes et les conservateurs ont bloqué la proposition, affirmant que le conseil manquait de financement ou de personnel qui pourraient être dédiés à ce type de problème.
En 2013, Comer perdu d'un seul vote dans élection très serrée, et a vu le Parti Travailliste se plaindre qu'il était raciste en soulignant que le candidat travailliste venait d'Écosse, et n'avait aucun lien avec Eastville.